# Reach Records
Reach Records es un sello discográfico estadounidense especializado en Hip hop cristiano. La etiqueta fue fundada en 2004 por Ben Washer y el artista de hip-hop Lecrae. Además de Lecrae, la lista de Reach Records contiene a los artistas Andy Mineo, Tedashii, Trip Lee, 1k Phew, Whatuprg, Hulvey y Wande, así como el colectivo de hip-hop 116 Clique, cuyas filas consisten principalmente en los actos solistas del sello. Reach Records es una marca de Columbia Records, una división de Sony Music Entertainment.

## Historia
Reach Records comenzó sin muchos fondos o grandes jugadores que hicieran grandes movimientos. Fue solo la pasión, la fe y el deseo de ayudar a otros a cambiar la forma en que ven el mundo. Durante 15 años, han estado en un viaje para descubrir cómo vivir eso en la música y cultura. El equipo se involucró en la industria debido a su amor por Jesús y el hip-hop. Mucho tiempo antes de sonar en la radio, los premios y los puestos en las listas de éxitos, algunos jóvenes de Texas comenzaron a usar la música para expresar su fe. Las primeras canciones capturaron las experiencias del día a día, en la calle, como voluntarios en los centros de detención, o simplemente divirtiéndose con amigos. Actualmente, trabajan con artistas como Lecrae, Gawvi, Andy Mineo, Tedashii, WHATUPRG, entre otros. 
A pesar de tener base en Estados Unidos, algunos artistas del sello tiene raíces latinoamericanas, siendo un factor prominente en el sello. Asimismo, Lecrae, fundador de este sello, ha sido muy abierto a colaborar con el mercado de la música en español, recientemente, apoyando el trabajo artístico de Whatuprg, de Gawvi con sus álbumes Panorama, Heathen y Noche Juvenil, este último, en su mayoría con canciones en español, asimismo, Tommy Royale, quien pertenece a No Apologies Music de Cardec Drums, artista también latino que ha producido gran parte de los álbumes del sello recientemente, como el colaborativo Sin Vergüenza lanzado en 2020, álbum que a su vez, aportó la mayoría de canciones para la banda sonora de la película de Netflix, Milagro azul.

## Artistas

### Actualidad
| Artista    | Año de ingreso | Publicaciones bajo la discográfica |
| ---------- | -------------- | ---------------------------------- |
| Lecrae     | 2004           | 10                                 |
| 116 Clique | 2005           | 5                                  |
| Tedashii   | 2005           | 5                                  |
| Trip Lee   | 2005           | 6                                  |
| Andy Mineo | 2011           | 4                                  |
| 1K Phew    | 2017           | 2                                  |
| WHATUPRG   | 2018           | 2                                  |
| Wande      | 2019           | 1                                  |
| Hulvey     | 2020           | 2                                  |
| Alexxander | 2025           |                                    |

### Anteriormente
| Artista     | Años con la discográfica | Publicaciones bajo la discográfica |
| ----------- | ------------------------ | ---------------------------------- |
| Sho Baraka  | 2005–2011                | 2                                  |
| Derek Minor | 2011–2014                | 2                                  |
| Aha Gazelle | 2017–2018                | 2                                  |
| KB          | 2010–2020                | 4                                  |
| Gawvi       | 2016–2022                | 4                                  |

- Sho Baraka ha firmado con Humble Beast Records.
- Derek Minor ha firmado con Reflection Music Group y eOne, donde Reach posee un trato de distribución dual durante el contrato de Derek Minor en Reach.

### Productores
- Joseph Prielozny[11]
- Nate "The Beatbreaker" Robinson[12]
- Dirty Rice
- Cardec Drums

### Otros instrumentistas y personal
- Alex Medina[13]
- Nate "The Beatbreaker" Robinson
- Natalie Sims

#### Personal anterior
- Street Symphony (co-firmado por Track or Die)[14]
- DJ Oficial (anteriormente firmado con Cross Movement Records) — murió el 14 de agosto de 2016[13][15]
- Gawvi

## Certificaciones
Reach Records recibió su primera certificación oficial de la RIAA cuando Lecrae obtuvo el oro con 500,000 unidades de su álbum Anomaly, reconocido el 26 de agosto de 2016. Volvió al oro con su sencillo "I'll Find You" con Tori Kelly el 27 de marzo de 2018.
Andy Mineo consiguió su primera placa con "You Can't Stop Me", reconocido por la RIAA el 17 de enero de 2018. En 2021, debido a la viralización en la red social TikTok e Instagram de la canción «Coming in hot» de Lecrae y Andy Mineo, lanzaron un EP de cuatro remezclas. Luego de esto, llegó la certificación Oro por la RIAA de este sencillo.

## Controversias sobre losIluminattis
Reach Records emitió un comunicado que hacía énfasis en responder a las personas que señalaron en múltiples ocasiones a artistas de la firma, a pertenecer o mostrar simbologías extrañas en sus vídeo clips. Lecrae respondió con una broma, diciendo que "deberían eliminar el triángulo de la geometría en la educación". Asimismo, el comunicado de Reach, decía que "Dios es responsable de diseñar todo lo creado..." y que los objetos utilizados de manera estética o con un propósito específico en sus artes visuales, "no se hacen malvados debido a su asociación con el mal".